# 유영준 (1892년)
유영준(劉英俊, 1890년 ~ ?)은 일제강점기 한국의 사회주의계열 독립운동가, 여성운동가, 의사이며, 조선민주주의인민공화국의 정치인이다.

## 생애
1892년 평안남도 평양에 태어났다. 1910년 1910년 정신여학교를 졸업하고 중국으로 건너가 북경여학교(北京女學校)를 다니면서 안창호(安昌浩)의 지도로 독립운동에 투신하였다.
이후에 일제강점기 식민지 조선으로 귀국하였다가 3·1 운동에 참여하고 일본으로 건너가 동경여자의학전문학교(東京女子醫學專門學校)와 일본적십자병원에서 의학 공부를 하였다. 동경유학생여자강연단으로 고국에서 주로 부인의 의식을 일깨우고 위생관념을 강조하는 강연을 하며 전국을 순회하기도 하였다.
1923년 학교를 졸업하고 동경에 머물다가 1925년 귀국하여 김약수(金若水)·이여성(李如星) 등이 동경에서 조직한 사회주의단체인 일월회(一月會, 북성회의 개칭)의 발회기념강연에서 ‘무산계급과 교육문제’라는 강연을 하는 등 사회주의운동에도 간여하였다.
국내에서 이화여자전문학교 교의로 일하면서 산부인과병원을 개업하였지만, 주로 여성운동에 주력하였다.
1927년 5월에는 신간회의 자매단체인 근우회(槿友會)에 창립부터 참여하여 최은희, 황신덕과 함께 주역이 되어 1929년까지 창립준비위원·서기·중앙집행위원·중앙집행위원회 정치연구부 상무위원 등을 역임하였다. 경성여자소비조합 감사장도 담당한 그는 호남의 부호 김종필과 혼인하여 첫딸도 낳고 다복한 가정생활에도 충실하였다.
계속하여 순회강연 등을 통하여 사회운동에 참여하다가 1934년 말에는 안재홍(安在鴻)·이종린(李鍾粦)·여균(呂均) 등과 함께 국내에 여자의학전문학교를 설립하기 위한 교섭위원으로 활약하였다. 1938년 여자와 어린이 전문 여의사 양성기관인 경성여자의학전문학교로 승격시키는 데 기여하였다.
1935년경에는 중국에서 독립운동에 종사하기도 하였다.
광복 후 1945년 12월 22일 좌익진영의 여성단체인 조선부녀총동맹의 중앙집행위원장으로 활동하였다.
이듬해 1946년 좌익단체의 총집결체인 민주주의민족전선 의장단 부의장 및 상임위원·사회정책연구위원을 역임하고, 조선공산당이 조선인민당·남조선신민당과 3당 합당되어 남조선노동당으로 발족하자 중앙위원을 맡기도 하였다.
1947년에 좌익진영에 대한 경찰의 탄압이 강화되자 월북하여 1948년 8월 최고인민회의 대의원, 1949년 조국전선의장단 의장, 1956년 적십자사 부위원장, 1958년 경공업성 부상 등을 역임하다가 1962년 노령으로 인하여 요양소 생활을 하였다.

## 참고자료
- 한국역대인물 종합시스템
- 여맹위원장 유영준
- [한국여성인물사전 102.유영준(劉英俊)]